# روب بولسن
روب بولسن (بالإنجليزية: Rob Paulsen)‏ (و. 1956  م) هو مغني، وممثل دوبلاج، ومدون صوتي، وممثل أفلام، ومؤدي أصوات أمريكي، ولد في ديترويت.

## أعمال بارزة
من أهم أعماله:
- الضاحكون
- سلاحف النينجا
- بينكي وبرين.

## جوائز
حصل على جوائز منها:
- جائزة آني
- جائزة إيمي داي تايم  [لغات أخرى]‏.

## وصلات خارجية
- روب بولسن على موقع IMDb (الإنجليزية)
- روب بولسن على موقع ميتاكريتيك (الإنجليزية)
- روب بولسن على موقع روتن توميتوز (الإنجليزية)
- روب بولسن على موقع قاعدة بيانات الأفلام العربية
- روب بولسن على موقع ألو سيني (الفرنسية)
- روب بولسن على موقع ميوزك برينز (الإنجليزية)
- روب بولسن على موقع أول موفي (الإنجليزية)
- روب بولسن على موقع قاعدة بيانات الأفلام السويدية (السويدية)
- روب بولسن على موقع إن إن دي بي (الإنجليزية)
- روب بولسن على موقع ديسكوغز (الإنجليزية)